# Roccabianca
Roccabianca est une commune italienne de la province de Parme, dans la région Émilie-Romagne en Italie. 

## Géographie
Cette commune se situe sur le territoire de la Bassa parmense à 30 kilomètres de Parme. C'est une terre fluviale, parcourue par trois cours d'eau : le Taro, le  Stirone et le fleuve Pô. Un grand nombre de digues ont été construites et préservées à travers le temps pour empêcher la crue de ces cours d'eau, comme on peut les observer aux alentours de Roccabianca : Fontanelle (terre natale de Giovannino Guareschi), Fossa, Ragazzola, Stagno.

## Monuments
- De la place centrale de Roccabianca on peut accéder directement au château fort, datant du milieu du XVe siècle, construit pour la maîtresse de Pier Maria Rossi, la jeune Bianca Pellegrini. À l’intérieur, dans les galeries mais surtout dans les salles internes comme la salle Griselda, il y a de nombreuses fresques et stucs. En montant les escaliers de la tour centrale, le visiteur pourra profiter d'une vue panoramique. Les actuels propriétaires en association avec les institutions publiques pour la conservation du patrimoine culturel ont réalisé des restaurations faisant apparaître d'importantes peintures et fresques sur les plafonds des pièces.

- Devant le château fort, on trouve l'église San Bartolomeo e Michele.

## Administration
| Période    | Période    | Identité            | Étiquette                | Qualité |
| ---------- | ---------- | ------------------- | ------------------------ | ------- |
| 05/08/1985 | 16/06/1990 | Duilio Brambati     | Parti communiste italien | maire   |
| 20/06/1990 | 24/04/1995 | Franco Tedeschi     | Démocratie chrétienne    | maire   |
| 24/04/1995 | 14/06/1999 | Franco Romano       | Démocrates de gauche     | maire   |
| 14/06/1999 | 14/06/2004 | Romeo Allinovi      | Liste Civique            | maire   |
| 14/06/2004 | 08/06/2009 | Giorgio Quarantelli | Liste Civique            | maire   |
| 08/06/2009 | 26/05/2014 | Giorgio Quarantelli | Liste Civique            | maire   |
| 26/05/2014 | 27/05/2019 | Marco Antonioli     | Liste Civique            | maire   |
| 27/05/2019 | En cours   | Alessandro Gattara  | Liste Civique            | maire   |

### Hameaux
- Fontanelle, hameau situé au sud-est de Roccabianca. À signaler, la maison natale de Giovannino Guareschi, face à la place Giovanni Faraboli et à proximité l'église de San Marco (XVIe siècle), autres personnages : Luigi Marchese (1825-1862, peintre), Giovanni Faraboli (1876-1953, syndicaliste et « défenseur des agriculteurs pauvres »), Pietro Bianchi (1909-1976, critique de cinéma, journaliste et littéraire). La campagne et ses digues sont des éléments communs du paysage où le fleuve Stirone s'unit au fleuve Taro.
- Stagno, petit hameau de Roccabianca située dans le nord, sur les bords du Pô. L'extraction de sable et de pierres est une activité qu’on peut encore aujourd'hui observer. Dans ce petit village est né le peintre et caricaturiste Remo Gaibazzi (it) (1915-1994). L'art religieux est visible dans l'église de San Cipriano et San Giustino avec des œuvres qui sont datées des XVIIe siècle et XVIIIe siècle.
- Ragazzola, hameau situé à l'ouest de Roccabianca. De nombreux canaux rendent ces terres très fertiles. Au nord, le fleuve Pô peut être traversé par le pont Giuseppe Verdi. À signaler différents lieux à découvrir liés à Giovannino Guareschi, comme la maison de l'institutrice, la maison du poète Socrate, l'église de San Pietro (XVIIe siècle). La hauteur de la digue est surprenante en raison de l'abondance des petits fleuves qui font vite augmenter le niveau de l'eau pendant la période des pluies.
- Altocò, Fossa,  Rigosa, Salde.

### Communes limitrophes
Motta Baluffi, Polesine Zibello, San Daniele Po, San Secondo Parmense, Sissa, Soragna, Torricella del Pizzo.

## Personnalités liées à la commune
- Giovannino (ou Giovanni) Guareschi (1908-1968), romancier, auteur de Don Camillo.